# Большая Роща
Большая Роща — деревня в Марьяновском районе Омской области России. Входит в состав Боголюбовского сельского поселения.

## История
В соответствии с Законом Омской области от 30 июля 2004 года № 548-ОЗ «О границах и статусе муниципальных образований Омской области» посёлок вошёл в состав образованного муниципального образования «Боголюбовское сельское поселение».

## География
Находится на юго-западе центральной части региона, в лесостепи в пределах Ишимской равнины, являющейся частью Западно-Сибирской равнины.

## Население
| 2010 |
| ---- |
| 437  |

## Инфраструктура
МБОУ Боголюбовская СОШ.

## Транспорт
Проходит автодорога «Марьяновка — Шербакуль»-Боголюбовка (идентификационный номер 52 ОП МЗ Н-180).